# یواس‌اس کمدن (ای‌اوئی-۲)
یواس‌اس کمدن (ای‌اوئی-۲) (به انگلیسی: USS Camden (AOE-2)) یک کشتی بود که طول آن ۷۹۶ فوت (۲۴۳ متر) بود. این کشتی در سال ۱۹۶۵ ساخته شد.